# 扬·涅波姆尼亚希
扬·亚历山德罗维奇·涅波姆尼亚希（俄语：Ян Александрович Непомнящий，羅馬化：Yan Aleksandrovich Nepomnyashchiy，發音：[ˈjan ɐlʲɪkˈsandrəvʲɪtɕ nʲɪˈpomnʲɪɕːɪj] ⓘ；1990年7月14日—），或译涅波姆尼亚奇，俄罗斯国际象棋棋手、世界国际象棋联合会特级大师。
涅波姆尼亚希早年曾获得过欧洲国际象棋10岁组冠军（2000年）、12岁组冠军（2001年、2002年），世界国际象棋12岁组冠军（2002年）。2004年获国际大师称号。2007年晋升为国际象棋特级大师。2010年，他同时获得俄罗斯国际象棋冠军与欧洲国际象棋冠军。此外，他还作为俄罗斯队的成员得到了2013年世界国际象棋团体锦标赛金牌、2015年欧洲国际象棋团体锦标赛金牌。
2021年4月，他获得了2020–2021年候选人赛冠军，成为2021年国际象棋世界冠军赛挑战者。但他在世界冠军赛中以3.5比7.5不敌卫冕世界冠军芒努斯·卡尔森。
2022年7月3日，涅波姆尼亞希提前贏得2022年国际象棋世界冠军候选人赛冠軍。在卡尔森决定放弃卫冕后，他与中国棋手、候选人赛亚军丁立人一同进入2023年国际象棋世界冠军赛。在14局慢棋赛战平后，最终他在快棋加赛中不敌丁立人，第二次挑战世界冠军失败。